# Liste der Kulturdenkmäler in Linter
Die folgende Liste enthält die in der Denkmaltopographie ausgewiesenen Kulturdenkmäler auf dem Gebiet des Ortsteils Linter der  Stadt Limburg an der Lahn, Landkreis Limburg-Weilburg, Hessen.
Hinweis: Die Reihenfolge der Denkmäler in dieser Liste orientiert sich an der Anschrift, alternativ ist sie auch nach der Bezeichnung, der vom Landesamt für Denkmalpflege vergebenen Nummer oder der Bauzeit sortierbar.
Kulturdenkmäler werden fortlaufend im Denkmalverzeichnis des Landes Hessen durch das Landesamt für Denkmalpflege Hessen auf Basis des Hessischen Denkmalschutzgesetzes (HDSchG) geführt. Die Schutzwürdigkeit eines Kulturdenkmals hängt nicht von der Eintragung in das Denkmalverzeichnis des Landes Hessen oder der Veröffentlichung in der Denkmaltopographie ab.

Lage der Einzeldenkmäler. Der Bereich der Gesamtanlage Linter ist hellrot unterlegt.

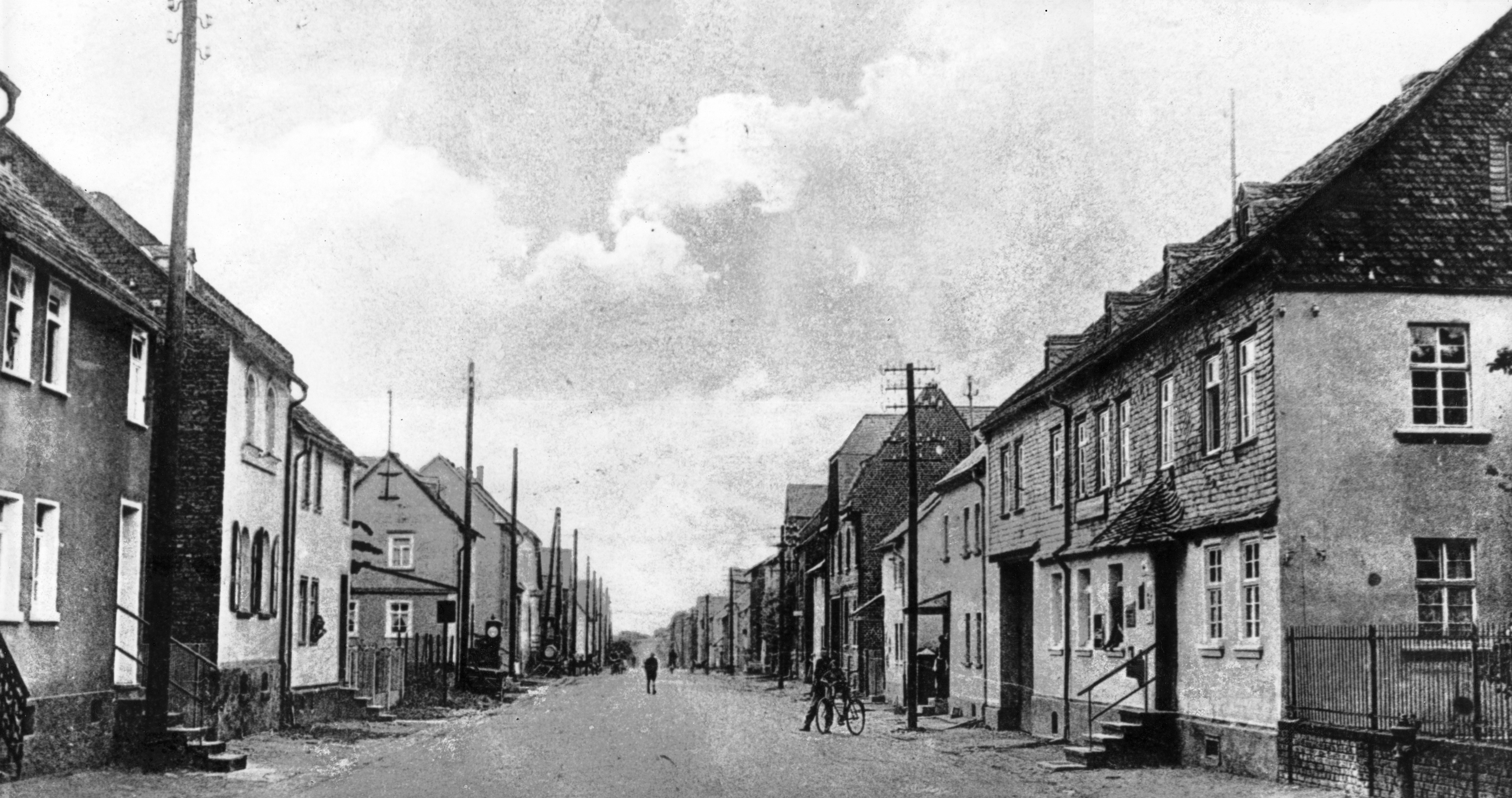
Blick von der Alten Schule auf die Hauptstraße um 1935.

Neben den fünf in der Liste des Landesamts verzeichneten Einzeldenkmälern ist der historische Ortskern als Gesamtanlage Linter geschützt. Diese umfasst neben dem ältesten Abschnitt der Mainzer Straße (Bundesstraße 417) zwischen den Einmündungen Heide- und Friedhofstraße die komplette Langgasse sowie Teile der Alten Straße und Mittelstraße. Nach Süden hin wird die Gesamtanlage durch die Gartenstraße begrenzt.
| Bild                | Bezeichnung                                                                          | Lage                                            | Beschreibung | Bauzeit       | Objekt-Nr. |
| ------------------- | ------------------------------------------------------------------------------------ | ----------------------------------------------- | --- | ------------- | ---------- |
| weitere Bilder      | Alte Schule                                                                          | Alte Straße 1 LageFlur: 17, Flurstück: 44/1     | Das Gebäude wurde 1872–73 als Ersatz für die Älteste Schule in der Langgasse 14 erbaut und bis 1981 als Schule genutzt. Heute in Privatbesitz. | 1873          | 52912 DDB  |
| weitere Bilder      | Ehem. evangelisches Gemeindehaus mit Kindergarten, heute Evangelische Christuskirche | Friedhofstraße 14 LageFlur: 18, Flurstück: 48/1 | Das Gemeindehaus wurde 1951 nach Plänen des ostpreußischen Architekten Bidau erbaut. Dieses Vorhaben gilt als die wichtigste Gemeinschaftsaufgabe der ersten Nachkriegsjahre. In dem schlichten Satteldachbau aus verputztem Neuwieder Kalkschwemmstein mit kleinem Glockenreiter waren zunächst – neben dem fünfachsigen Saal – ein Kindergarten sowie eine Wohnung für eine Gemeindeschwester untergebracht. Ursprünglich war vorgesehen, in den folgenden Jahren eine Kirche zu errichten, was jedoch nicht umgesetzt wurde, so dass die Gottesdienste weiterhin im Gemeindehaus stattfinden. Dieses lag zum Zeitpunkt seiner Erbauung am Ortsrand, ist nun aber von Wohnbebauung umgeben. | 1951          | 404806 DDB |
| Gesamtanlage Linter | Gesamtanlage Linter                                                                  | Gesamtanlage Linter Lage                        | |               | 55040 DDB  |
| weitere Bilder      | Wohnhaus                                                                             | Langgasse 9 LageFlur: 16, Flurstück: 50         | | 1725 bis 1735 | 52914 DDB  |
| weitere Bilder      | Hofreite                                                                             | Langgasse 11 LageFlur: 16, Flurstück: 51/3      | | 1675 bis 1725 | 52915 DDB  |
| weitere Bilder      | Älteste Schule                                                                       | Langgasse 14 LageFlur: 16, Flurstück: 52        | Erbaut um 1750. Vollständig verkleidetes, traufständiges Fachwerkhaus mit Satteldach, dessen stark veränderte Fensteröffnungen keinen Aufschluss mehr über das ursprüngliche Fachwerkgefüge zulassen. In dem Gebäude befand sich die erste Schule des Orts, die Ende des 19. Jahrhunderts in das Gebäude an die Alte Straße verlegt wurde. | 1745 bis 1755 | 52916 DDB  |